# Calvatinsäure
Calvatinsäure ist eine natürlich vorkommende organische Verbindung, die als Abkömmling der Benzoesäure zu den Carbonsäuren gehört und außerdem eine Azoxygruppe sowie eine Cyanogruppe aufweist.

## Vorkommen

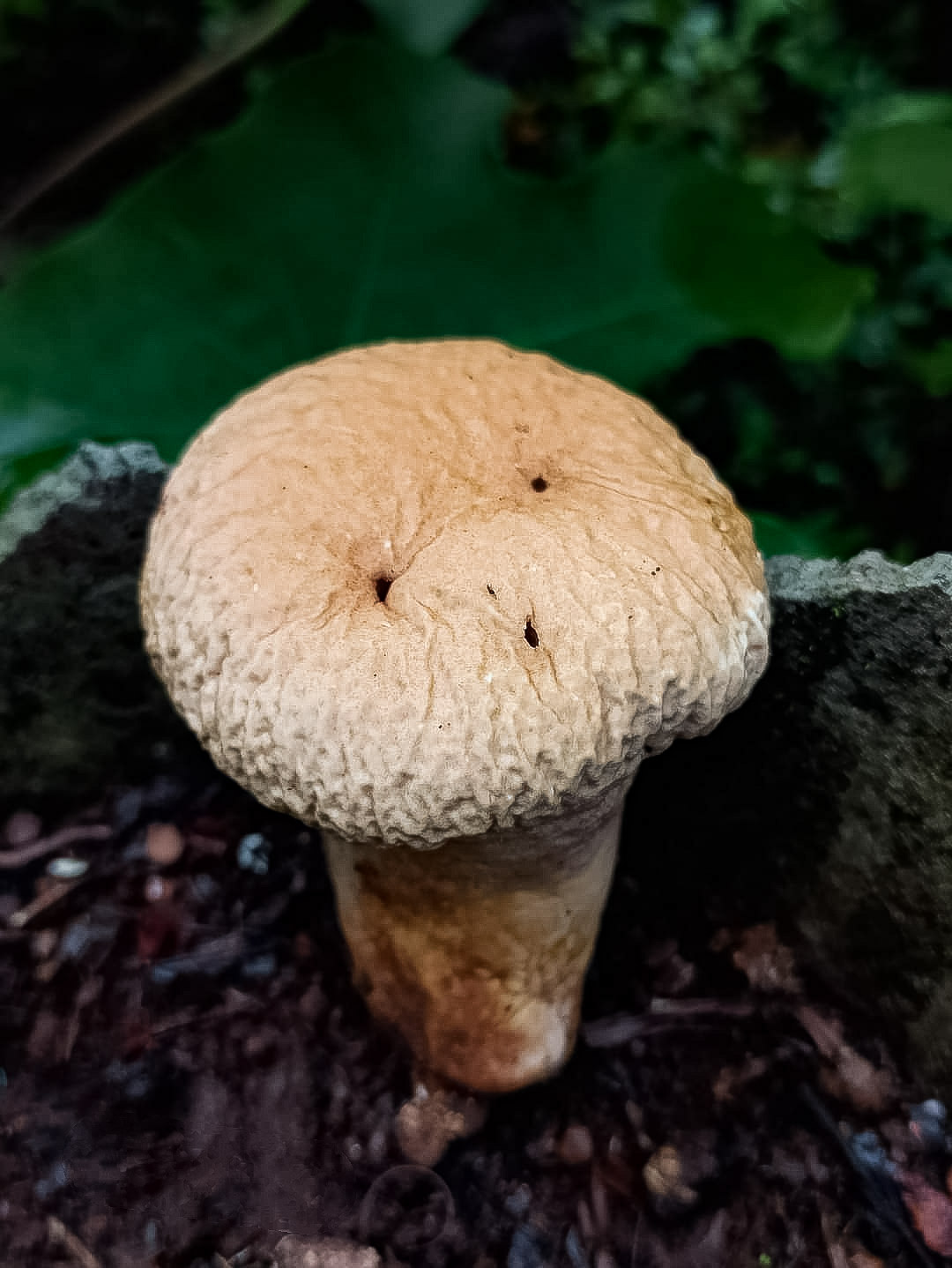
Calvatia craniiformis bildet Calvatinsäure

Calvatinsäure wurde zuerst aus den Pilzen Calvatia craniiformis und Calvatia lilacina (Gattung Großstäublinge) isoliert.

## Herstellung
Calvatinsäure kann ausgehend vom Hydrochlorid der para-Hydrazinobenzoesäure hergestellt werden. Durch Erhitzen mit Harnstoff in Wasser wird eine Formamidgruppe eingeführt. Durch zweistufige Oxidation wird die Azoxyfunktion aufgebaut. Im ersten Schritt wird Kaliumpermanganat in Essigsäure als Oxidationsmittel verwendet und das Hydrazin zur Azogruppe oxidiert. Im zweiten Schritt wird diese mit Wasserstoffperoxid / Ameisensäure zur Azoxyfunktion oxidiert. Dehydratisierung mit Thionylchlorid in Dimethylformamid ergibt die Cyanogruppe.
Eine andere Synthese geht von 4-Nitrobenzaldehyd aus. Dieser wird zu 4-Nitrosobenzoesäure photoisomerisiert. Dessen Reaktion mit Cyanamid und Diacetoxyiodbenzol in Pyridin ergibt direkt die Calvatinsäure.

## Eigenschaften
Calvatinsäure liegt als farbloser bis gelblicher Feststoff in Form von Pulver oder Kristallnadeln vor. Die Carbonsäure hat einen pKS-Wert von 3,2. Calvatinsäure löst sich in eher polaren organischen Lösungsmitteln. So ist sie unlöslich in Hexan, wenig löslich in Ethylacetat, Butylacetat, Chloroform, Benzol und Diethylether und gut löslich in Methanol, Ethanol, Aceton und Dimethylsulfoxid.
Durch Erhitzen mit Salzsäure kann die Cyanogruppe zu einer Formamidgruppe hydrolysiert werden. Durch längeres und stärkeres Erhitzen in Salzsäure zersetzt sich die Verbindung zu para-Hydroxybenzoesäure. Durch Reaktion mit Diazomethan kann die Carbonsäure in den Methylester überführt werden.
Calvatinsäure weist deutliche antibakterielle Eigenschaften gegen gram-positive und einige gram-negative Bakterien auf, jedoch keine nennenswerten fungiziden Eigenschaften. Daneben wirkt sie auch wachstumshemmend gegen Krebszellen. Der LD50-Wert bei Mäusen (intraperitoneal) liegt zwischen 125 mg und 250 mg pro Kilogramm Körpergewicht.